# Abraham Conyedo
Abraham de Jesús Conyedo Ruano, detto Abramo (Santa Clara, 7 ottobre 1993), è un lottatore cubano naturalizzato italiano, specializzato nella lotta libera.

## Biografia
Nato a Cuba, a livello giovanile Abraham Conyedo ha vinto la medaglia d'argento alle Olimpiadi giovanili di Singapore 2010 nei 100 kg, e due anni dopo ha ottenuto il terzo posto nei 96 kg ai campionati panamericani di categoria disputati nel Guatemala. Passato a gareggiare nella categoria senior, ha guadagnato il secondo posto ai campionati panamericani di Santiago del Cile 2015 nella categoria dei 97 kg.
Nel febbraio 2018 disputa i campionati italiani, aggiudicandosi il titolo nei 97 kg, e in seguito inizia a rappresentare l'Italia partecipando agli Europei di Kaspijsk 2018, dove perde il ripescaggio contro il georgiano Elizbar Odikadze. Si rifà comunque cinque mesi più tardi vincendo la medaglia di bronzo ai Mondiali di Budapest 2018, unica medaglia conquistata dall'Italia in questa edizione dei campionati.
Il 12 dicembre 2019 il Presidente della Repubblica, a seguito di delibera del Consiglio dei Ministri, su proposta della ministra dell'Interno Luciana Lamorgese, gli ha concesso la cittadinanza italiana per meriti speciali, avendo raggiunto risultati prestigiosi nella lotta stile libero con i colori italiani.
Ai campionati europei di Roma 2020, sempre nella categoria 97 kg, viene sconfitto agli ottavi di finale dal rumeno Al'bert Saritov, ma grazie alla vittoria nel ripescaggio accede alla finale per il bronzo, dove ha avuto la meglio del tedesco Gennadij Cudinovic.
Si è qualificato ai Giochi olimpici estivi di Tokyo 2020 al torneo preolimpico mondiale di Sofia 2021, superando il bulgaro Ahmed Bataev in semifinale.
Il 7 agosto 2021 si aggiudica la medaglia di bronzo ai Giochi olimpici estivi di Tokyo 2020 vincendo 6-2 contro il turco Karadeniz Suleyman.

## Palmarès

### Per Cuba
- Campionati panamericani

Santiago del Cile 2015: argento nei 97 kg.
- Giochi olimpici giovanili

Singapore 2010: argento nei 100 kg.

### Per l'Italia
- Mondiali

Budapest 2018: bronzo nei 97 kg.
- Europei

Roma 2020: bronzo nei 97 kg.
- Olimpiadi

Tokyo 2020: bronzo nei 97 kg.